# Кирил Светогорски
Кирил Георгиев Светогорски е уругвайски музиколог и педагог – основател на Консерваторията в столицата, уругвайски и български музикант, български морски офицер – капитан III ранг, началник на Морското машинно училище във Варна през 1915-1919 г.

## Биография
Роден е в Кюстендил на 13/25 януари 1888 г. Учи във Военното училище в София и Военноморското училище в Санкт Петербург, което завършва с отличен успех. Получава покана за обяд в двореца на руския император Николай II. Придобива опит на учебния крайцер „Надежда“ и миноносеца „Шумни“. От 1912 г. е възпитател в Морското училище във Варна, адютант на началника на флота и началник. Завеждащ е на класовете на учебната част. Началник е на мин. обект в Арсенала. Усилено работи за превръщането на училището във военноморско. Създава хор към Морското училище. След края на Първата световна война подава оставка и напуска армията (1918). За кратко се установява в Ново село, където живее на квартира в къщата на Флоро Дръндов. По негова идея се построява първото българско пристанище на река Дунав.
През 1921 г. заминава за кратко във Франция, а след това се установява в Уругвай. Свири на цигулка в оркестър и същевременно преподава музика в няколко училища в Монтевидео, като по този начин за първи път в Уругвай създава училищни хорове. Учредява Консерваторията в Монтевидео. През 1930 г. посещава Европа: Австрия, Германия, Франция и България. Извършва проучвания за музикалното образование в училищата. Описва впечатленията си в книгата „Енсайос“. Награден е със златен медал от Националния колеж „Джозе Варела“.
Кирил Светогорски почива на 6 декември 1948 г. в Монтевидео, Уругвай.

## Семейство
По-малките му братя му също са с военно образование – мичман ІІ ранг Димитър Светогорски завършва Морското училище и загива на борда на подводница при специализацията му в Германия през 1918 година, а поручик Асен Светогорски е офицер от Трудовата повинност.
Кирил Светогорски сключва брак с Райна Паница, но след Първата световна война се радзелят.

## Военни звания
- Подпоручик (7 юни 1910)
- Поручик (2 август 1908)
- Капитан (178 май 1915)
- Майор (31 декември 1918)